# Ninh Tấn
Ninh Tấn (chữ Hán giản thể: 宁晋县, âm Hán Việt: Ninh Tấn huyện) là một huyện thuộc địa cấp thị Hình Đài, tỉnh Hà Bắc, Cộng hòa Nhân dân Trung Hoa. Huyện này có diện tích 1107 ki-lô-mét vuông, dân số 720.000 người. Mã số bưu chính Ninh Tấn là 055550. Chính quyền Ninh Tấn đóng ở trấn Phượng Hoàng. Ninh Tấn được chia thành 5 trấn và 10 hương.
- Trấn: Phượng Hoàng, Đông Uông, Đại Lục Thôn, Tứ Chi Lan, Cảnh Trang Kiều.
- Hương: Hà Cự, Hầu Khẩu, Ký Xương Trang, Đại Tào Trang, Từ Gia Hà, Đường Khâu, Hoán Mã Điếm, Cổ Gia Khẩu, Bắc Hà Trang, Tô Gia Trang.